# Cavaticovelia
Cavaticovelia is een geslacht van wantsen uit de familie van de Mesoveliidae (bladlopers). Het geslacht werd voor het eerst wetenschappelijk beschreven door Andersen & Polhemus in 1980.

## Soorten
Het genus is monotypisch en bevat alleen de volgende soort:

- Cavaticovelia aaa (Gagné & Howarth, 1975)